# Disnea paroxística nocturna
La disnea paroxística nocturna (DPN) es una afección que consiste en crisis de disnea durante el sueño, que obligan al paciente a dejar la posición de sentado.
Se explica por varios factores: disminución de la actividad del centro respiratorio durante el sueño, aumento del volumen sanguíneo y de la presión de capilar pulmonar en decúbito y que se acentúa por reabsorción de edemas durante la noche, mecánica respiratoria más pobre, disminución del tono simpático, etc. Puede presentarse como tos nocturna y ocasionalmente como episodios de broncoespasmo (asma cardíaca) debido a edema bronquial.